# Anastasia Lobaci
Anastasia Lobaci (în belarusă Анастасія Лобач) (n. 25 iunie 1987, Minsk, RSS Bielorusă, URSS),, cunoscută anterior ca Anastasia Kamenșikova, este o handbalistă din Belarus care evoluează pe postul de pivot. În sezoanele 2016-2017 și 2017-2018 ea a fost legitimată la campioana României, CSM București, în Liga Națională.
Lobaci este componentă a echipei naționale a Belarusului. 

## Palmares
- Liga Națională: 
  - Câștigătoare: 2017, 2018

- Cupa României:
  -  Câștigătoare: 2017, 2018

- Liga Campionilor:
  - Medalie de bronz: 2017, 2018

- Cupa Cupelor EHF: 
  - Finalistă: 2014

## Premii individuale
- Cea mai bună marcatoare a campionatului Belarusului: 2011[3]
- Cea mai bună apărătoare la Baia Mare Champions Trophy: 2014[4]